# Narren (tarotkort)

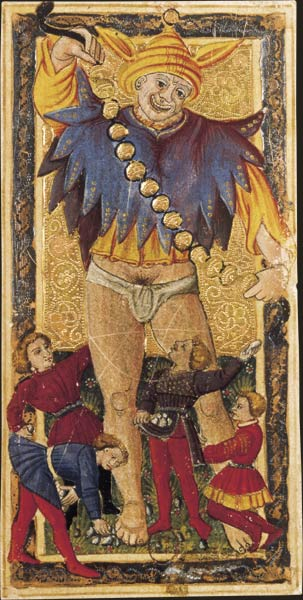
En äldre version av narrenkortet där narren gestaltas med åsneöron och stenkastande barn.

Narren, dåren eller jokern är ett av de 78 korten i en tarotkortlek och är ett av de 22 stora arkanakorten. Kortet ses generellt som nummer 0  men var ursprungligen inte numrerat som de andra korten då det ansågs som ett wild card utan fick siffran noll efterhand. Rättvänt symboliserar kortet en ny början, oskuldsfullhet, äventyr, idealism, spontanitet och originalitet. Omvänt symboliserar kortet vårdslöshet, naivitet, stillastående eller tradighet. Kortet föreställer en ung man som glatt vandrar med en säck över axeln och en hund tätt efter. Kortets innebörd har förändrats över tid. På 1400-talet tolkades kortet som en fattig person vid utkanten av samhället som trakasserades av en hund. I äldre tarotlekar framställdes narren med åsneöron och med stenkastande barn för att tydliggöra narrens dårskap. Men på 1900-talet fick narren en annan innebörd där den snarare sågs som en slags hjälte med en trofast hund som varnar mot faror. Kortet blev på så vis en symbol för ett trossprång och att inleda en spirituell resa, något som också representeras genom att det är det första kortet i leken.